# Stelis tenuipetala
Stelis tenuipetala är en orkidéart som beskrevs av Leslie Andrew Garay. Stelis tenuipetala ingår i släktet Stelis och familjen orkidéer. Inga underarter finns listade i Catalogue of Life.